# Paço de Sobre-Ribas
O Palácio de Sobre-Ribas, também referido como Paço de Sub-Ripas e Casa de Sub-Ripas, localiza-se na freguesia de Coimbra (Sé Nova, Santa Cruz, Almedina e São Bartolomeu), município de Coimbra, distrito de Coimbra, em Portugal.
Destaca-se por ser um raro e curioso exemplar de moradia manuelina no Distrito.
O Palácio de Sobre-Ribas está classificado como Monumento Nacional desde 1910.

## História
A Casa de Sobre-Ribas foi construída, como o primitivo nome indica, na vertente escarpada de uma ribeira, "sobre a riba". A sua edificação aproveitou uma das torres da antiga cerca medieval da cidade, aproximadamente a meia altura da sua encosta mais extensa, voltada para o curso do rio Mondego.
É constituído por dois corpos distintos: a Casa de Cima, ou Casa do Arco, voltada a Leste da rua, e a Casa de Baixo ou Casa da Torre.
Encontra-se classificado como Monumento Nacional por Decreto de 16 de Junho de 1910, publicado no Diário do Governo n.º 136, de 23 de Junho de 1910.
Nos nossos dias, a Casa de Baixo pertence ao Instituto de Arqueologia da Faculdade de Letras da Universidade de Coimbra, e a Casa de Cima é propriedade privada.

## Características
A Casa de Cima é a mais antiga e apresenta estilo manuelino, tendo sido edificada em 1514 por João Vaz. Foi estendida ao lado oposto, com ligação por arco passadiço em 1542–1547, em estilo renascentista.
A fachada principal da Casa de Baixo é valorizada por um portal com uma rica decoração naturalista (torcidos, calabre com nós, corrente com anéis decrescentes) que se inscreve no manuelino naturalista de Marcos Pires, cujo expoente máximo é o portal manuelino da Capela de São Miguel da Universidade de Coimbra.
Para além da porta manuelina e janelas da mesma tipologia, as paredes dos edifícios encontram-se decoradas com dezenas de baixos-relevos renascentistas com bustos de guerreiros, fidalgos, damas, figuras míticas e bíblicas, procedentes da oficina do escultor João de Ruão, que se situava na rua do Colégio Novo. Destaca-se ainda, no interior da casa, o pátio à italiana.
Construída na vertente escarpada de uma ribeira é o resultado de sucessivas remodelações quinhentistas. Divide-se em dois blocos: a chamada Casa de Cima ou Casa do Arco de arquitetura manuelina e renascentista, e a Casa de Baixo ou Casa da Torre, de arquitetura militar, civil, gótica e manuelina. Este conjunto habitacional é considerado monumento nacional desde 1910. A Casa de Cima é a mais antiga e apresenta estilo manuelino, tendo sido edificado em 1514 por João Vaz. Foi estendida ao lado oposto, com ligação por arco passadiço em 1542–1547, em estilo renascentista.
A construção fez-se aproveitando provavelmente edifícios ou paredes existentes, dispondo-se irregularmente por vários pisos numa superfície trapezoidal no sentido aproximado de nascente para poente. A fachada principal da Casa de Baixo é valorizada por um portal com decoração naturalista (torcidos, calabre com nós, corrente com anéis decrescentes) que se inscreve no manuelino naturalista. Para além da porta manuelina e janelas da mesma tipologia, as paredes dos edifícios encontram-se decoradas com dezenas de baixo-relevos renascentistas com bustos de guerreiros, fidalgos, damas, figuras míticas e bíblicas, procedentes da oficina do escultor João de Ruão.
Nos anos 80, a Casa de Baixo foi intervencionada pela antiga Direcção-Geral de Edifícios e Monumentos Nacionais (DGEMN), tendo estes trabalhos incluído a picagem e remoção do revestimento e a execução de novos rebocos
Os revestimentos exteriores dos panos da fachada da Casa Sub-Ripas são em fingidos de pedra, sobretudo os da Casa de Cima. O fingimento da estereotomia da alvenaria de pedra apresenta um padrão retangular com 80 a 120 cm de largura por 40 cm de altura e a simulação das juntas é conseguida através de um barramento de cal aplicado sobreposto ao reboco.